# Minuetto K 1
Il Minuetto K 1 è un brano musicale per clavicembalo composto da Wolfgang Amadeus Mozart prima del 1764.

## Descrizione
Come testimonia il numero di catalogazione attribuitole nella prima edizione del catalogo Köchel, questa composizione è stata per molto tempo ritenuta la prima opera di Mozart. Successivi studi critici hanno dimostrato che essa, pur precedente all'anno 1764, è tuttavia successiva all'Andante K 1a, all'Allegro K 1b, all'Allegro K 1c e al Minuetto K 1d.
La partitura si trova nel cosiddetto Nannerl Notenbuch, un piccolo quaderno che Leopold Mozart utilizzava per insegnare musica ai suoi figli.
Si tratta di un breve brano in 3/4 nella tonalità di Sol maggiore, composto da due sezioni di otto battute ciascuna, entrambe con i segni di ripetizione (secondo lo schema ||:A:||:B:||). La composizione inizia con un'anacrusi di due crome e l'unico abbellimento presente è un trillo nella settima battuta.